# Agatha de Co
Agatha de Co est une artiste française de variété, d'origine flamande, née à Paris.

## Fratrie
Agatha est la troisième d'une famille de six enfants, recomposée après le décès de sa mère alors qu'elle n'avait que quatre ans. Elle grandit à Calais, à proximité de l'Angleterre qu'elle affectionne particulièrement. Après un baccalauréat littéraire obtenu à 16 ans, compte tenu des charges de famille, elle deviendra institutrice, remettant ses projets personnels à plus tard. Elle officiera avec une préférence pour les activités artistiques, dont l'enseignement du chant et de la musique, dans la région du Nord ; puis elle enseignera à Paris aux enfants déficients intellectuels qui lui donneront plus tard l'inspiration de son œuvre pour enfants.

## Début de carrière
C'est de façon un peu inattendue que l'aventure de saltimbanque commence pour Agatha de Co : s'essayant dans les milieux de la mode, de la photo et de l'écriture à ses heures perdues, elle rencontre par hasard les Gibson Brothers et son premier producteur Jean-Christophe Argillet au château de Vaux-le-Pénil après une interview sur Radio France Seine et Marne (aujourd'hui France Bleu Paris Région) station pour laquelle elle pige comme chroniqueuse en 1986 et 1987,,.
Après des cours de chant avec Simone Langlois et Richard Cross, un premier disque 45 tours, Avion de nuit. est enregistré au printemps 1988, distribué par WEA (Warner France),. L'artiste se produit sur nombre de scènes régionales, radios et télévisions dont les Francofolies en 1988, soutenue par la radio France Inter. Elle y rencontre Jean-Louis Foulquier avec lequel elle collaborera plus tard à l'enregistrement d'un album pour enfants Les Contes gitans de L'Achodrom.
Un second disque 45 tours et un vidéoclip, J'ai pas peur du... zombie, sortiront en 1989 sur le label Just'in distribué par EMI Pathé-Marconi. Compositeur de la chanson et auteur de On était fou sur la face B du disque, l'artiste est admise es qualités de sociétaire auteur-compositeur à la SACEM et commence à écrire des contes et chansons pour enfants.
Un troisième disque 45 tours, Jamais j'ai crié si fort, dont elle signera les paroles, verra le jour sur le label Polysong fin 1990 mais passera pratiquement inaperçu des médias.

## Un label pour enfants
Le déclic interviendra avec la rencontre de Claude Carrère et Alain Puglia qui offriront à la « Fée Institutrice », les moyens matériels et le marketing nécessaires pour lancer un label pour enfants, Le Dé magique. L'artiste conjuguera ainsi son métier d'institutrice, qu'elle n'a jamais abandonné, et son activité de chanteuse. Une première série de six albums pour enfants, réalisés et produits par l'artiste, sortira sur le label Le Dé magique distribué par la maison de disques Carrere en 1990, ; puis une seconde série de quatre nouveaux albums viendra au monde l'année suivante, toujours sur le même label mais en distribution Musidisc (devenu Universal Music).
Le succès sera au rendez-vous et à l'issue de son contrat, en 1993, Walt Disney Records proposera à Agatha de Co de licencier et développer son label pour enfants sous sa marque reconnue internationalement, en distribution Sony Music,. Elle enchaînera les showcases de dédicaces pour enfants organisés par sa nouvelle maison de disques.
Le label Le Dé magique de la chanteuse aux origines flamandes sera distribué aux Pays-Bas et au Canada par les maisons de disques néerlandaises P.M.F. dès 1992 et Weton Wesgram à compter de 2001.
Après avoir élevé deux enfants baignés dans le monde de la musique, et autorisé de nombreuses compilations thématiques de son répertoire chez Wagram Music, Sony BMG, Warner Music, Agatha de Co reviendra sur la scène en 2010 avec un nouvel album pour enfants « Le Top des enfants », puis « Le Noël des enfants » en 2013. L'artiste prêtera aussi sa voix de conteuse aux modules d'enseignement audiovisuels de la société Jocatop destinés à l'Éducation nationale.
Fidèle à ses toutes premières amours, la chanson de variétés, Agatha enregistrera en 2011, avec les groupes de musique country The Square Line et The Hedgehogs, notamment la chanson I'm a Poor Lonesome Cowboy parue sur les labels Art-Com, Warm-Up et Wagram Music. L'artiste sollicitera aussi les musiciens gitans du groupe Coco Briaval pour enregistrer un album résolument pop folk pour jeunes adolescents Les Plus Belles Chansons de colo', publié sur le label Art-Com en distribution LEPM.

## Discographie (France)
Agatha de Co a eu une prolifique discographie pour enfants après ses succès d'estime dans la variété française :
- 1988 : 45 tours, Avion de nuit, WEA Music 781504 WE171[6]
- 1988 : Maxi 45 tours, Avion de nuit (remix club), WEA Music 782504 WE221
- 1989 : 45 tours, J'ai pas peur du… zombie, Sunset Music - Just'in JD 460192[10]
- 1990 : 45 tours, Jamais j'ai crié si fort, Polysong[11]
- 1990 : album CD, Agatha de Co raconte Perrault, Polysong NUM8039
- 1990 : album CD, Les Plus Belles Chansons 2 à 6 ans, Le Dé magique – Carrere 50104
- 1990 : album CD, Les Plus Belles Chansons 4 à 9 ans, Le Dé magique – Carrere 50108
- 1990 : album CD, La Ballade des instruments, Le Dé magique – Carrere 50105[28]
- 1990 : album CD, Histoire de France, Le Dé magique – Carrere 50109[29],[30],[31]
- 1990 : album CD, Contes d'Andersen, Le Dé magique – Carrere 50106
- 1990 : album CD, Les Mille et Une Nuits, Le Dé magique – Carrere 50110
- 1992 : album CD, Le Monde extraordinaire de la Préhistoire, Le Dé magique – Musidisc 680162
- 1992 : album CD, Les Fables de La Fontaine, Le Dé magique – Musidisc 680162
- 1992 : avec Jean-Louis Foulquier album CD, Contes de l'Achodrom, les plus beaux Contes gitans, Le Dé magique – Musidisc 680152
- 1992 : album CD, les Plus Beaux Contes de Grimm, Le Dé magique – Musidisc 680182
- 1993 : album CD, Les Plus Belles Chansons d'Agatha de Co - I, Walt Disney Records – Sony Music WDR 33518-2
- 1993 : album CD, Les Plus Belles Chansons d'Agatha de Co - II, Walt Disney Records – Sony Music WDR 33519-2
- 1993 : album CD, Histoire de France, Walt Disney Records – Sony Music WDR 33516-2
- 1993 : album CD, La Préhistoire, Walt Disney Records – Sony Music WDR 33517-2
- 1994 : album CD, Contes d'Andersen, Walt Disney Records – Sony Music WDR 335272
- 1994 : album CD, Les Mille et Une Nuits, Walt Disney Records – Sony Music WDR 335282[32]
- 1994 : album CD, La Ballade des instruments de musique, Walt Disney Records – Sony Music WDR 335262[33]
- 1994 : album CD, Les Fables de La Fontaine, Walt Disney Records – Sony Music WDR 335292
- 1994 : album CD, Les Plus Beaux Contes de Grimm, Walt Disney Records – Sony Music WDR
- 2001 : compilation CD, maxi 3CD enfants, Wagram Music 3071362
- 2001 : album CD, Les Contes de Perrault, Art.Com – Weton Wesgram DGR80009
- 2001 : compilation CD, Enfants, Wagram Music 3072732
- 2002 : compilation CD, Double P'tits Bouts, disques Vogue – BMG 74321942572
- 2003 : album CD, Enfants, Collection Légende, Wagram Music 3083022
- 2010 : album CD, Le Top des enfants, Hv-Com – LEPM 040020
- 2011 : compilation CD, Avant Noël, Wagram Music 3247432
- 2011 : compilation CD, La Crèche de Noël, Wagram Music 3247422
- 2012 : compilation CD, Noël Enfants, CD1, Wagram Music 3259802
- 2012 : en featuring avec The Square Line, single, I'm a Poor Lonesome Cowboy, extrait de l'album, The Country One, LEPM 041654
- 2013 : album CD, Le Noël des enfants, Art.Com – LEPM 048096
- 2013 : compilation CD, Chanson française Warm-Up – LEPM 048084
- 2013 : album CD avec le groupe manouche Coco Briaval, Les Plus Belles Chansons de colo', Art.Com – LEPM 048012
- 2015 : compilation Christmas Carols from France, Art.Com – LEPM 048358

## Concerts
Agatha de Co s'est longtemps produite dans les showcases, théâtres et scènes pour enfants, dans les années 1990 et 2000. Aujourd'hui elle ne se produit plus qu'occasionnellement, avec la formation manouche Coco Briaval ou le groupe country The Square Line.